# Medizin transparent
Die Webseite Medizin-transparent.at überprüft medizinische Behauptungen aus Werbung, Print- und Online-Medien sowie gängige Gesundheitsmythen auf ihre wissenschaftliche Haltbarkeit. Die Ergebnisse veröffentlicht sie in für Laien leicht verständlichen Beiträgen. Ein Großteil der Beiträge basiert auf Leser-Anfragen. Betrieben wird die nicht-kommerzielle Webseite von Cochrane Österreich und der Donau-Universität Krems.

## Konzeption
Das Ziel von Medizin transparent ist es, kostenlos leicht verständliche Gesundheitsinformationen zur Verfügung zu stellen, die einzig auf wissenschaftlichen Fakten basieren. Dies soll Patienten und interessierten Lesern das Treffen von Entscheidungen zu ihrer Gesundheit aufgrund objektiver Informationen ermöglichen.
Inhaltlich konzentriert sich Medizin transparent vor allem auf Anfragen von Lesern. Diese können kostenlos Themen und Behauptungen zur Überprüfung an das wissenschaftliche Redaktionsteam schicken, die Ergebnisse macht die Webseite im Anschluss öffentlich.
Hintergrund des Projekts ist das Prinzip der Evidenzbasierten Medizin. Das bedeutet, dass alle veröffentlichten Gesundheitsinformationen einzig auf der aktuellen wissenschaftlichen Studienlage basieren. Zurzeit arbeiten für das Projekt zwei fest angestellte wissenschaftlich und journalistisch ausgebildete Redakteure sowie freie Gesundheitsjournalisten und Mediziner.
Medizin transparent ist ein nicht-kommerzielles Projekt und frei von Werbung oder kommerziellen Interessenskonflikten. Die Finanzierung erfolgt durch Förderungen der Österreichischen Bundesgesundheitsagentur und des Niederösterreichischen Gesundheits- und Sozialfonds NÖGUS.

## Wissenschaftlicher Hintergrund und Qualitätssicherung
Grundlage für einen Beitrag auf Medizin transparent bildet eine umfassende Suche in wissenschaftlichen Literaturdatenbanken wie PubMed, der Cochrane Library oder Embase. Gesucht werden alle wissenschaftlichen Studien, die die jeweilige Fragestellung behandeln, unabhängig davon, wie die Ergebnisse dieser Studien ausfallen. Die im Zuge dieser Literatursuche gefundenen Studien werden eingehend auf ihre wissenschaftliche Güte hin beurteilt. Anschließend erfolgt die Bewertung der wissenschaftlichen Beweislage der insgesamt vorliegenden Studiendaten nach objektiven Kriterien.
Demnach wird die Beweislage für die aufgestellte Gesundheitsbehauptung auf einer 4-stufigen Skala von unklar (0 von 3 Punkten) bis hoch (3 von 3 Punkten) beurteilt. Um die Objektivität zu gewährleisten, wird diese Bewertung immer von einem weiteren wissenschaftlichen Redakteur sowie einem ausgebildeten Mediziner gegengeprüft.
Medizin transparent befolgt den HONcode (Health On the Net Foundation)-Standard für transparente Gesundheitsinformationen im Internet. Seit 2021 beteiligt sich Medizin transparent am Programm Verlässliches Gesundheitswissen des Deutschen Netzwerks Gesundheitskompetenz.

## Geschichte
Die ursprüngliche Idee für Medizin transparent geht auf das Projekt Behind the Headlines des britischen National Health Service zurück, das bereits seit 2001 die wissenschaftlichen Studien hinter medizinischen Zeitungsmeldungen eingehend beleuchtet. Zu Beginn war Medizin transparent als Medien-Watchblog für Gesundheitsinhalte in österreichischen Medien konzipiert. Seit Oktober 2014 überprüft die Seite jedoch auch Gesundheitsbehauptungen aus nicht-österreichischen Medien, aus der Werbung, aus anderen Quellen im Internet sowie populäre Gesundheitsmythen.
Seit September 2013 druckt der Verein für Konsumenteninformation (VKI) in seinem monatlich erscheinenden Magazin Konsument ausgewählte Medizin transparent - Beiträge ab. Im Oktober 2014 veröffentlichte Medizin transparent in Kooperation mit dem VKI das Buch 100 Medizin-Mythen.

## Finanzierung
Medizin transparent gibt auf ihrer eigenen Internetpräsenz folgende Förderer und Geldgeber an:
- Bundesgesundheitsagentur
- Niederösterreichischer Gesundheits- und Sozialfonds (NÖGUS)

Zusätzlich sind weitere Partner angegeben:
- das öffentliche Gesundheitsportal Gesundheit.gv.at
- Patientenanwaltschaft Wien
- Patientenanwaltschaft Niederösterreich
- Patientenanwaltschaft Vorarlberg
- Cochrane-Blog Wissen Was Wirkt
- Verein für Konsumenteninformation

## Medienecho
In den österreichischen Medien wird seit dem Start im Juni 2011 immer wieder über Medizin transparent berichtet. Bis Mai 2015 wurde das Projekt in österreichischen Tageszeitungen, Wochenzeitschriften, Onlinemedien, TV und Radio sowie in Fachzeitschriften über einhundertmal erwähnt (Beispiele im Pressespiegel).  Seit Mai 2015 werden ausgewählte Beiträge auf Kurier.at veröffentlicht.